# Brumas del Alba
Brumas del Alba es un juego de rol steampunk publicado en España en marzo de 2012.

## Ambientación
El juego se desarrolla en un mundo paralelo llamado Gea, inmerso en plena Revolución Industrial. La estética general es de corte steampunk y victoriana.

## Sistema
Brumas del Alba cuenta con su propio sistema de juego, basado en el dado de 12 caras (sistema d12). Entre otras particularidades, el sistema incluye daños localizados y un sistema de puntos de acción, que permite a los jugadores organizar sus turnos de combate. Además, el sistema ofrece herramientas para la creación y customización de armas y vehículos.